# سيام باراغون
سيام باراجون  (التايلاندية: สยาม พารา ก อน) هو مركز تسوق رئيسي في بانكوك افتتح في 9 ديسمبر 2005. لشركتي Siam Piwat Co. Ltd وMall Group Co. Ltd مستثمران تايلانديان رئيسيان وشريكين في شركة Siam Paragon Co. Ltd، تطلب بناء المجمع عدة سنوات بتكلفة بلغت 15 مليار بات تايلاندي (حوالي 300 مليون يورو) بمساحة تبلغ 500.000 متر مربع
كان الهدف من بناء مجمع سيام باراجون جعله المتجر الأكثر زيارة في جنوب شرق آسيا مع أكثر من 100.000 شخص يوميا وتحويل نظر الزبائن من مراكز التسوق في سنغافورة. بالإضافة إلى جذب المؤتمرات والمعارض بقاعة مؤتمرات مساحتها 12 ألف متر مربع وخمسة طوابق تستوعب العديد من الفعاليات. وقد جذب المركز منذ افتتاحه جمهورًا كبيرًا.